# Netelia fuscicornis
Netelia fuscicornis är en stekelart som först beskrevs av Holmgren 1860.  Netelia fuscicornis ingår i släktet Netelia och familjen brokparasitsteklar. Arten är reproducerande i Sverige. Inga underarter finns listade i Catalogue of Life.